# Надежда Хвойнева
Надежда Николова Хвойнева е българска народна певица, една от най-ярките изпълнителки на родопски народни песни.

## Биография
Родена е през 1936 г. в село Левочево, Смолянско, в семейството на певци. През 1956 г. печели голямата награда на Окръжния фестивал на художествената самодейност в Пловдив, която ѝ е връчена лично от Филип Кутев. Две години стажува в певческата група „Наша песен“, в която се изявяват и Гюрга Пинджурова, Борис Машалов, Радка Кушлева. През 1958 г. постъпва в новосформирания Ансамбъл за народни песни на БНР.
Дълги години е солистка на „Мистерията на българските гласове“ (награда „Грами“ за 1990 г.). Записва стотици песни от Родопите за БНР, снима филми за БНТ, издава много плочи и аудиокасети. Носителка е на званието заслужил артист и на Златна лира на Съюза на музикалните дейци в България. Пее в най-престижните концертни зали на Европа, Азия, Америка и Африка. Неин ученик е певецът Вл. Кузов. Дъщеря ѝ Еличка Кръстанова също поема пътя на народна певица.
Надежда Хвойнева умира през 2000 г. в София. Посмъртно е обявена за жена на годината от Американския биографичен институт. В родното ѝ село Левочево в нейна памет се организира конкурс „С песните на Надежда Хвойнева“. За нея има книга, озаглавена „Неповторимата“ (автор Светозар Казанджиев).